# Torbjörn Kornbakk
Torbjörn Jarle Kornbakk (Gotemburgo, 28 de mayo de 1965) es un deportista sueco que compitió en lucha grecorromana. Su hermano Marthin también compitió en lucha grecorromana.
Participó en dos Juegos Olímpicos de Verano, obteniendo una medalla de bronce en Barcelona 1992, en la categoría de 74 kg, y el décimo lugar en Atlanta 1996.
Ganó una medalla de bronce en el Campeonato Mundial de Lucha de 1994 y cinco medallas en el Campeonato Europeo de Lucha entre los años 1989 y 1997.

## Palmarés internacional
| Juegos Olímpicos   | Juegos Olímpicos         | Juegos Olímpicos  | Juegos Olímpicos |
| Año                | Lugar                    | Medalla           | Categoría        |
| ------------------ | ------------------------ | ----------------- | ---------------- |
| 1992               | Barcelona (España)       | Medalla de bronce | 74 kg            |
| Campeonato Mundial |                          |                   |                  |
| Año                | Lugar                    | Medalla           | Categoría        |
| 1994               | Tampere (Finlandia)      | Medalla de bronce | 74 kg            |
| Campeonato Europeo |                          |                   |                  |
| Año                | Lugar                    | Medalla           | Categoría        |
| 1989               | Oulu (Finlandia)         | Medalla de plata  | 74 kg            |
| 1990               | Poznań (Polonia)         | Medalla de oro    | 74 kg            |
| 1991               | Aschaffenburg (Alemania) | Medalla de bronce | 74 kg            |
| 1994               | Atenas (Grecia)          | Medalla de bronce | 74 kg            |
| 1997               | Kouvola (Finlandia)      | Medalla de oro    | 76 kg            |